# TUM PECCET
TUM PECCET (latinski, "neka sad pogriješi!") je drevna mnemotehnička fraza za pamćenje imena devet klasičnih muza. Čita se "tumpekcet".
T - Terpsihora

U - Uranija

M - Melpomena

P - Polihimnija

E - Erato

C - Kaliopa

C - Klio

E - Euterpa

T - Talija